# Leandro Zazpe
Leandro Zazpe, vollständiger Name Leandro Agustín Zazpe Rodríguez, (* 29. April 1994 in Salinas) ist ein uruguayischer Fußballspieler.

## Karriere
Der 1,83 Meter große Mittelfeld- bzw. Defensivakteur Zazpe stand bereits in der Spielzeit 2011/12 im Kader des in Montevideo beheimateten Erstligisten Centro Atlético Fénix, kam dort allerdings in der Liga nicht zum Einsatz. In der Saison 2013/14 lief er sodann achtmal in der Primera División auf. Ein Tor erzielte er nicht. In der Spielzeit 2014/15 wurde er viermal (kein Tor) in der höchsten uruguayischen Spielklasse eingesetzt. Während der Saison 2015/16 stehen für ihn 22 weitere Erstligaeinsätze (ein Tor) zu Buche. Im Juli 2016 wechselte er zu Juventud. Beim Klub aus Las Piedras kam er in der Saison 2016 in elf Erstligaspielen (ein Tor) zum Einsatz. Im Januar 2018
gab dann der Verein CA Cerro die Verpflichtung Zazpes bekannt.